# Фиорин (аустријски)
Фиорин је био званична монета Аустрије, од 1848. до 1892. године. Дијелио се на сто крајцера. 

## Историја назива
Фиорин је сребрни и златни новац, који се ковао у Фиренци од XIII вијека. Под именом „форинта“ у Мађарској се кује златни фиорин од XIV вијека, док се аустријски фиорин ковао од 16. вијека, под именом „гулден“. 

## Фиорин у Црној Гори
Од првих деценија 19. вијека, званична монета Аустрије постаје најприсутнија у Црној Гори и главно је обрачунско и платежно средство. Буџет Књажевине Црне Горе се обрачунавао у фиоринима, а сви чиновници су примали плате у тој валути, до 1901. године. Обрачунавао се према курсу који је важио у Аустрији.